# Dansk Bilglas
Dansk Bilglas A/S er en privatejet virksomhed, der beskæftiger sig med reparation af stenslag og udskiftning af forruder, sideruder og bagruder. Hovedsædet er placeret i Nørresundby nord for Aalborg.

## Historie
Firmaet blev grundlagt af Olav Mølbjerg Larsen i 1964. På daværende tidspunkt opkaldte han virksomheden Aalborg Autorude Service ApS. Siden har navnet været skiftet flere gange. Seneste ændring var i 1983, hvor han ændrede navnet til Dansk Bilglas A/S, som det stadig hedder i dag. I 2011 overlod Olav Mølbjerg Larsen direktørposten til nye kræfter, men han har endnu sin gang på det nuværende hovedsæde i Nørresundby.

## Afdelinger
Dansk Bilglas A/S har afdelinger fordelt i hele landet. Der er løbende kommet flere til i årenes løb. I dag er de repræsenteret i:
- Brøndby
- Esbjerg
- Fredericia
- Gentofte
- Herning
- Hillerød
- Hjørring
- Holstebro
- Horsens
- Kastrup
- Kolding
- Køge
- Næstved
- Odense
- Randers
- Roskilde
- Slagelse
- Svendborg
- Vejle
- Aabenraa
- Aalborg
- Aarhus